# سنگ‌چشم دم‌سرخ
سنگ‌چشم دم‌سرخ (به انگلیسی: Isabelline Shrike) (نام علمی: Lanius isabellinus) پرنده‌ای از خانوادهٔ سنگ‌چشمان است که خویشاوند خاوری سنگ‌چشم پشت‌سرخ (نام علمی: Lanius collurio) به‌شمار می‌رود.
- دقت شود که نام انگلیسی سنگ‌چشم تورانی، گاهی Red-tailed Shrike است.

## ویژگی‌ها
این پرنده جثه‌ای متوسط و پرهایی کمرنگ دارد. طول آن بین ۱۶ تا ۱۸ سانتی‌متر، دمش قرمز مایل به قهوه‌ای و پرهایش شنی رنگ است. نام علمی پرنده (L. isabellinus) نیز برگرفته از رنگ کرم‌قهوه‌ای (Isabelline) پرهایش می‌باشد. همچنین پرندهٔ نر دارای نوار چشمی سیاه‌رنگی است که پرندگان جوان و ماده‌ها فاقد آن می‌باشند.

## زیستگاه
سنگ‌چشم دم‌سرخ پرنده‌ای نیمه‌مهاجر است و در جنوب سیبری، آسیای مرکزی، ایران و چین تخم‌گذاری کرده و زمستان را در مناطق استوایی سپری می‌کند. همچنین این پرنده در مواردی نادر و معمولاً به هنگام فصل پاییز در غرب اروپا نیز دیده شده است.
سنگ‌چشم دم‌سرخ در کشتزارهای باز به‌ویژه زمین‌های دارای بوته‌های تیغ‌دار به زادآوری می‌پردازد.

## تغذیه
سنگ‌چشم دم‌سرخ از حشرات بزرگ، پرندگان کوچک، جوندگان و مارمولک‌ها تغذیه می‌نماید. او نیز همچون دیگر سنگ‌چشم‌ها بر فراز مکانی بلند به انتظار طعمهٔ خود نشسته و بر آن فرود می‌آید. سپس شکارش را از تیغ‌ها یا سیم‌های خارداری که نقش گنجهٔ خوراک او را دارند آویزان می‌کند.